# Almeria (Biliran)
Almeria (Bayan ng Almeria) är en kommun i Filippinerna. Kommunen ligger på ön Biliran, och tillhör provinsen Biliran. Folkmängden uppgår till 13 854 invånare.
Almeria är indelat i 13 barangayer.